# Zagrebmässan

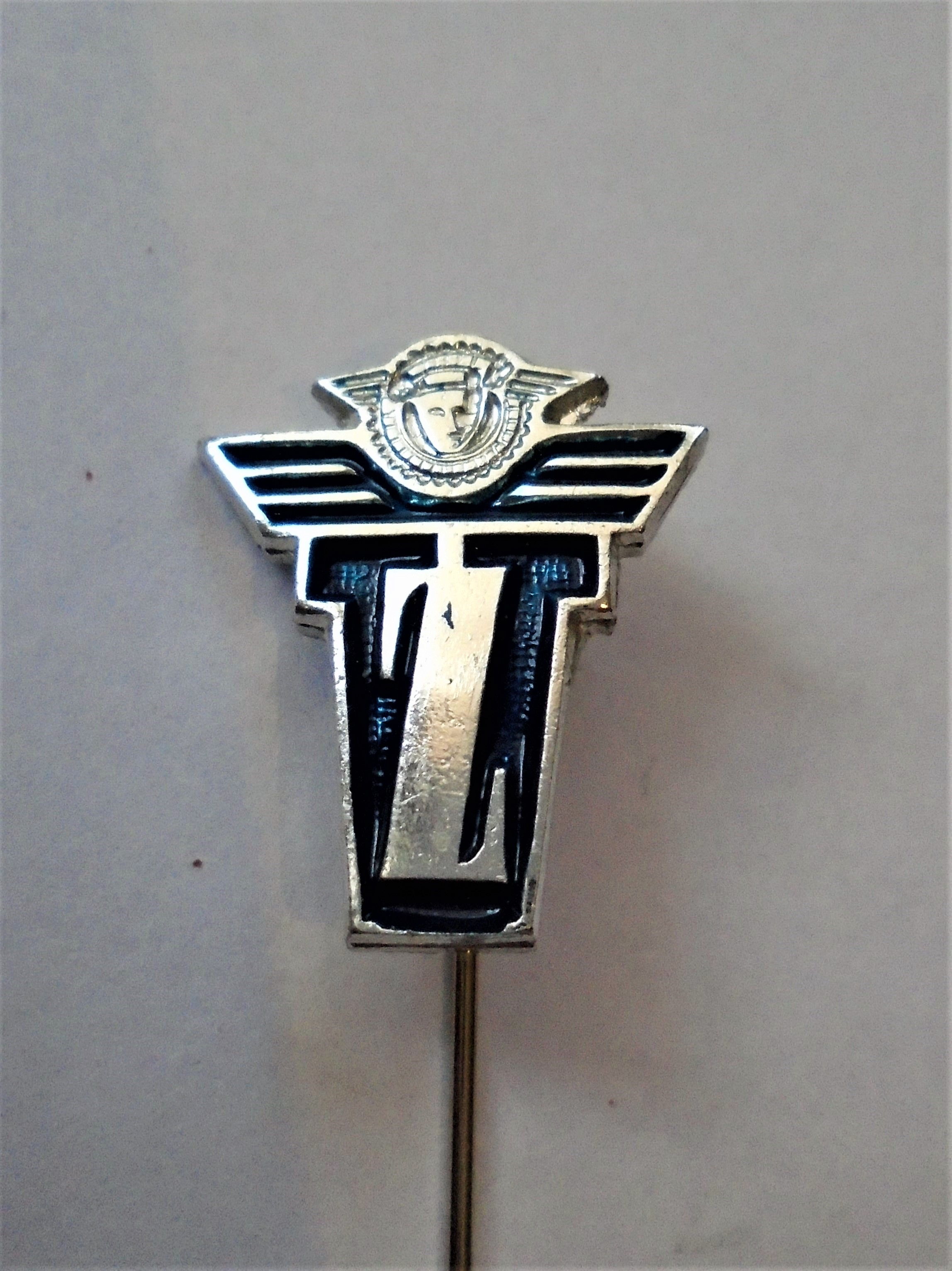
Gammalt märke

Zagrebmässan (kroatiska: Zagrebački velesajam) är en mässarrangör och mässhall i Zagreb, Kroatien. Zagrebmässan är belägen i stadsområdet Novi Zagreb. Med en yta på 560 000 m2 och ett besökarantal på omkring 500 000 affärsmän per år utgör den landets största mässhall. 
Varje år arrangeras mer än tjugo evenemang med över 5 000 utställare från femtiotalet länder på mässan.

## Historia
Traditionen att hålla mässa i Zagreb går tillbaka till 1242 då den kroatisk-ungerske kungen Béla IV utfärdade en gyllene bulla som utsåg staden Gradec (idag en del av Zagreb) till en kunglig fristad med flera privilegier, däribland att hålla mässor.
1864 hölls den första internationella mässan i Zagreb och 1956 flyttade Zagrebs dåvarande borgmästare Većeslav Holjevac mässan till Novi Zagreb.